# Nawaf al-Abed
Nawaf al-Abed (arabisch نواف العابد, DMG Nawwāf al-ʿĀbid; * 26. Januar 1990 in Riad) ist ein saudi-arabischer Fußballspieler.

## Karriere

### Verein
Er begann seine Karriere in der U23 von al-Hilal und wechselt von dieser schließlich zur Saison 2008/09 in die erste Mannschaft. Mit diesem Klub erreichte er alle seine Erfolge, dies wären fünf Mal die Meisterschaft, zwei Mal den Pokal, einmal den Superpokal, sechs Mal den Crown Prince Cup und in der Saison 2019 einmal die AFC Champions League. Seit Oktober 2020 steht er bei al-Shabab unter Vertrag.

### Nationalmannschaft
Seinen ersten Einsatz im Trikot der saudi-arabischen Nationalmannschaft hatte er am 11. August 2010 bei einem 1:0-Freundschaftsspielsieg gegen Togo. Hier wurde er in der 71. Minute für Naif Hazazi eingewechselt. Sein erstes Turnier war dann die Asienmeisterschaft 2011, wo er in zwei Partien zu kurzen Einsätzen kam. Auch bei der Asienmeisterschaft 2015 war er Teil des Kaders, hier kam er in jedem der drei Gruppenspielen zum Einsatz und in der Partie gegen Nordkorea gelang ihm sogar sein erster Länderspieltreffer. Danach folgten noch weitere Partien. Sein letztes Spiel bestritt er am 5. Dezember 2019 gegen Katar beim Golfpokal 2019.